# E Nomine
E Nomine – niemiecki projekt muzyczny zapoczątkowany w roku 1999 przez producentów Christiana Wellera oraz Friedricha Granera. Ich muzyka jest nietypową mieszanką trance oraz muzyki chóralnej. E Nomine określają to jako Monumental Dance.
Słowa piosenek E Nomine nawiązują do różnych motywów. W przypadku płyty Das Testament są one zaczerpnięte z tradycji chrześcijańskiej. Drugi album poświęcony jest tematyce grozy i czerpie ze znanych horrorów, np. Koszmar z ulicy Wiązów czy Dracula. Kolejny album Die Prophezeiung (który doczekał się trzech edycji), porusza temat magii, bitew pomiędzy dobrem i złem, oraz przepowiedni o końcu świata.
Wiele tekstów i teledysków E Nomine, ma charakter kontrowersyjny, przez co projekt niejednokrotnie był podejrzewany o szerzenie treści o zabarwieniu satanistycznym, czemu twórcy zaprzeczają.

## Wokaliści
- Senad Fuerzkelper Giccic (live)
- Christian Brückner
- Rolf Schult
- Helmut Krauss
- Michael Chevalier
- Martin Kessler
- Joachim Kerzel
- Eckart Dux
- Frank Glaubrecht
- Joachim Tennstedt
- Thomas Danneberg
- Volker Brandt
- Manfred Lehmann
- Tobias Meister
- Wolfgang Pampel
- Jürgen Thormann
- Elmar Wepper
- Gerrit Schmidt-Foß
- Otto Mellies
- Elisabeth Günther
- Ralf Moeller

## Dyskografia

### Albumy
- Das Testament, (1999)
- Finsternis, (2002)
- Finsternis – Limited Edition, (2002)
- Das Testament Digitally Remastered, (2002)
- Das Testament Gold Edition (2003)
- Die Prophezeiung, (2003)
- Die Prohezeiung – Klassik Edition, (2003)
- Die Prohezeiung – Re-Release, (2003)
- Das Beste aus... Gottes Beitrag und Teufels Werk, (2004)
- Das Beste aus... Gottes Beitrag und Teufels Werk – Limited Edition, (2004)

### Single
- Vater Unser (1999)
- E Nomine – Denn sie wissen nicht was sie tun (2000)
- Mitternacht (2001)
- Das Tier in mir (Wolfen) (2002)
- Deine Welt (2003)
- Das Omen im Kreis des Bösen (2003)
- Schwarze Sonne (2003)
- Vater Unser Part II (Psalm 23) (2004)
- Das Böse (2005)
- Heilig (2007)